# Body in white

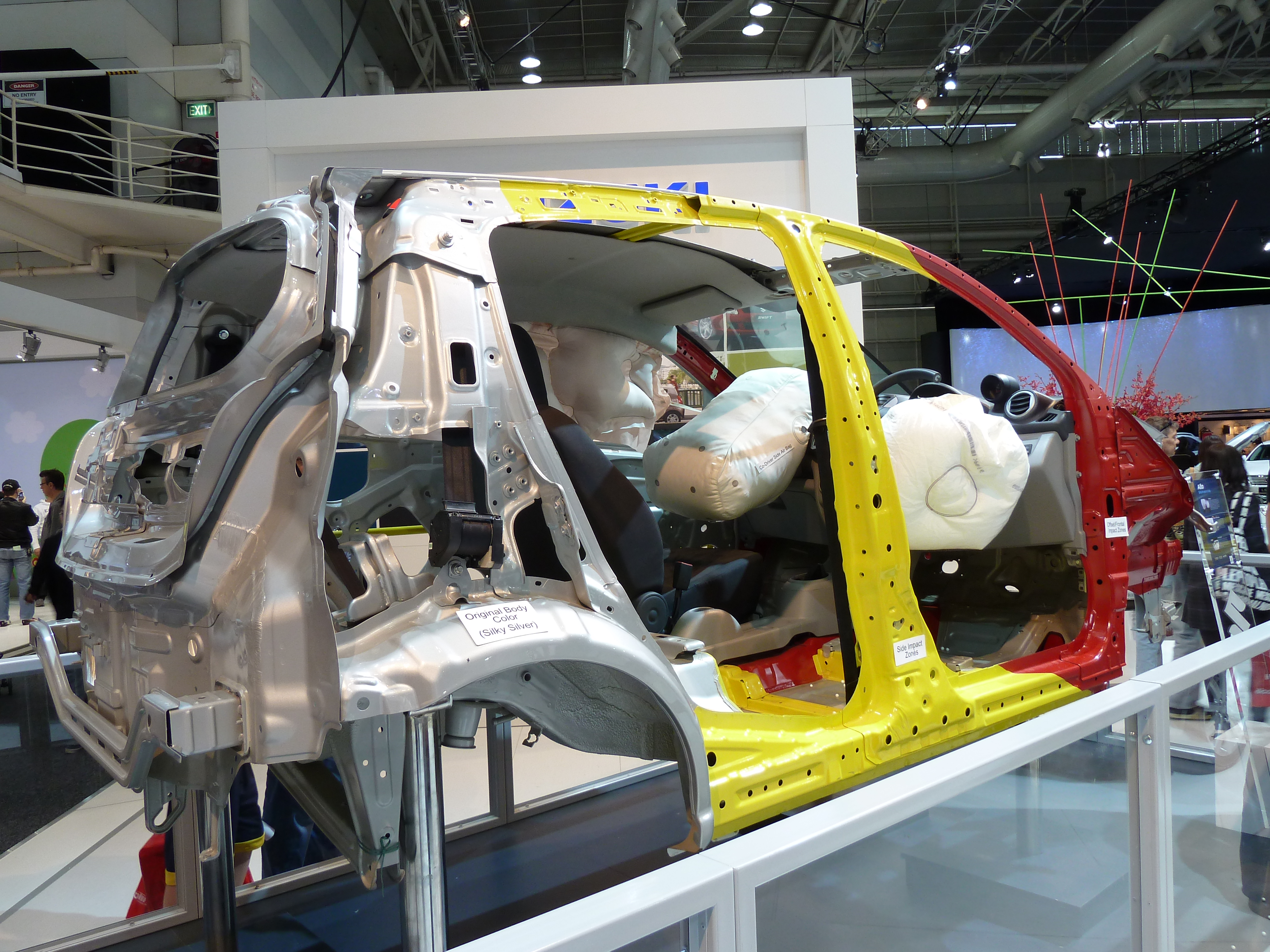
Body in white, teilweise ausgestattet, um die am Fahrzeug angebrachten Sicherheitssysteme hervorzuheben.

Body in white (BIW) bezeichnet die Roh(bau)karosserie und bezieht sich auf die Stufe im Automobilbau, in der die Komponenten einer Karosserie mit einer oder mehreren verschiedenen Techniken (Schweißen (Punkt, MIG / MAG), Nieten, Schrauben, Clinchen, Kleben, Laserlöten usw.) zusammengefügt wurden. Als BIW oder auch Rohbaukarosserie wird die Rahmenstruktur vor dem Lackieren und vor dem Einbau des Motors, der Chassis-Baugruppen oder der Verkleidung (Glas, Türschlösser / -griffe, Sitze, Polster, Elektronik usw.) bezeichnet.
Im Automobildesign bezieht sich die Body in white Phase auf die Phase, in der die endgültigen Konturen der Karosserie zur Vorbereitung der Bestellung des teuren Serienstanzwerkzeugs ausgearbeitet werden. Um ein Tonmodell aus dem Designstudio in ein serienreifen Body in white zu verwandeln, sind umfangreiche Computersimulationen zum Crashverhalten, Herstellbarkeit und Fahrzeugaerodynamik erforderlich.
Hersteller bieten gelegentlich BIW-Autos für Rennfahrer an. Das spart das Zerlegen eines fertigen Fahrzeugs, bei dem bis zu 90 % der Teile durch renntaugliche ersetzt werden müssten. Nischenhersteller wie Ruf Automobile bauen ihre Autos auf BIWs anderer Hersteller auf.

## Herkunft des Begriffs
Der Name leitet sich von Herstellungsmethoden ab, bevor Monocoques aus Stahl hergestellt wurden. Früher wurden Automobilkarosserien oft von Fremdfirmen hergestellt. Autohersteller bauten einen Rahmen, auch Fahrgestell oder Chassis genannt, montierten Antrieb (Motor, Getriebe), Fahrwerk (Radaufhängungen, Bremsen, Lenkung). Darauf wurden zugekaufte oder vom Hersteller selbst gebaute Karosserien gesetzt, die aus einem Holzgerippe mit aufgenagelten dünnen, nicht tragenden Blechen an der Außenseite bestanden. Die Karosseriekörper wurden vor dem Anstrich mit der endgültigen Farbe weiß grundiert.
Eine Volksetymologie für Body in white legt nahe, dass sich der Begriff vom Aussehen einer Karosserie ableitet, nachdem diese – trotz der tatsächlichen grauen Farbe der Grundierung – in ein weißes Grundierungsbad (Grundierungsfarbe) getaucht wurde. Dies könnte sich auch darauf beziehen, als Karosserien aus Holz hergestellt wurden – alle Holzprodukte, Möbel usw. werden als „im Weiß“ betrachtet, wenn sie sich vor der Endbearbeitung / Lackierung im Stadium des Rohholzes befinden.

## Verwandte Begriffe
Ein verwandter Begriff in der Automobilindustrie ist „Body in black“. Dies kann sich auf eine Fahrzeugkarosserie beziehen, die aus alternativen Materialien wie Verbundwerkstoffen und nicht aus herkömmlichem Metall besteht; diese Verbundwerkstoffe wie beispielsweise Kohlenstofffaserverstärkter Kunststoff, sind eher schwarz als weiß. „Body in black“ kann sich auch auf einen Schritt im Designprozess beziehen, in dem ein Modell einer neuen Fahrzeughaut erstellt wird, um während des Design- und Vorproduktionsprozesses genaue Messungen durchzuführen.